# Maurice Sunguti
Maurice Sunguti Ngoka (ur. 6 października 1977) – kenijski piłkarz grający na pozycji napastnika.

## Kariera klubowa
Karierę piłkarską Sunguti rozpoczął w klubie AFC Leopards Nairobi ze stolicy kraju Nairobi. W jego barwach zadebiutował w kenijskiej Premier League. W 1997 roku wygrał z nim Puchar CECAFA Club, a w 1998 roku wywalczył mistrzostwo kraju.
W 1999 roku Sunguti przeszedł do ugandyjskiego Express FC z Kampali, a w 2001 roku odszedł do innego klubu z tego kraju, Villa SC. W latach 2001–2002 dwukrotnie z rzędu wywalczył z nim mistrzostwo Ugandy, a w 2002 roku zdobył też Puchar Ugandy.
W 2003 roku Sunguti wrócił do Kenii i przez pół roku grał w Tusker FC z Nairobi. W latach 2003–2005 był zawodnikiem szwedzkiego czwartoligowca, Friska Viljor FC. Z kolei w latach 2006-2007 występował w Wietnamie, w klubie Nam Ðinh FC. W 2007 roku zdobył z nim Puchar Wietnamu. Od połowy 2007 do połowy 2009 roku był piłkarzem tanzańskiego Young Africans FC. W latach 2008–2009 dwukrotnie wywalczył mistrzostwo Tanzanii. W 2009 grał w Nairobi Stima, a w 2010 w Friska Viljor FC.

## Kariera reprezentacyjna
W reprezentacji Kenii Sunguti zadebiutował 16 sierpnia 1997 roku w wygranym 4:2 meczu eliminacji do MŚ 1998 z Burkiną Faso. W 2004 roku został powołany do kadry na Puchar Narodów Afryki 2004. Tam rozegrał 2 mecze: z Senegalem (0:3) i z Burkiną Faso. Od 1997 do 2005 rozegrał w kadrze narodowej 29 meczów i strzelił 16 goli.